# Tribunal judiciaire de Dijon
 (juillet 2016).
Si vous disposez d'ouvrages ou d'articles de référence ou si vous connaissez des sites web de qualité traitant du thème abordé ici, merci de compléter l'article en donnant les références utiles à sa vérifiabilité et en les liant à la section « Notes et références ».
Le tribunal judiciaire de Dijon est une juridiction française, siège de l'autorité judiciaire dans le département de la Côte-d'Or.

## Histoire
Le tribunal de grande instance a été institué, sous le nom de Tribunal de première instance, en 1790. À cette date, il était situé à Dijon dans la rue actuellement dénommée rue Amiral-Roussin.
Depuis 1989, il est situé au sein de la Cité judiciaire, située boulevard Clemenceau à Dijon.

## Le bâtiment
Le sous-sol, non accessible au public, abrite le parking de la cité judiciaire.
Le rez-de-chaussée abrite l'accueil ; les salles d'audience A, B, C, D et E ; le Tribunal des affaires de sécurité sociale et son greffe ; le Conseil de prud'hommes et son greffe ; les délégués du Procureur ainsi que le service d'application des peines.
L'inter-sol abrite les services concernant une partie des affaires familiales ; les locaux de l'Ordre des avocats.
Le premier étage abrite le tribunal d'instance, le tribunal de police, le service du juge des tutelles ; les juges des enfants ; le tribunal pour enfants ; la salle d'audience F.
Le deuxième étage abrite les services du Procureur de la République ; les cabinets des juges d'instruction.
Le troisième étage abrite les chambres civiles et leur greffe ; les services concernant une partie des affaires familiales ; les salles d'audience H et G ; la bibliothèque du TGI et des salles de réunion.
Le quatrième étage, non accessible au public, abrite une cafétéria et une salle de réception.

## La juridiction

### Les services du procureur: le «Parquet»
Le procureur de la République dirige l'action pénale dans le département.
Sous sa direction travaillent une douzaine de vice-procureurs et substituts.
Les services du Parquet, notamment le service du Bureau d'ordre, le service de l'audiencement, le service de l'exécution des peines, assistent les magistrats.

### Les services civils et correctionnels
Sur un plan administratif, les services judiciaires sont répartis en cinq « chambres », chacune d'elles disposant d'un greffe :
- première chambre (civile) : responsabilité civile générale ; contrats ; successions ; partages de communauté après divorce ; etc.
- deuxième chambre (civile) : responsabilité civile médicale ; responsabilité civile des architectes, maçons, couvreurs, etc ; droit de la construction et droit des biens ; hypothèques ; copropriété ; servitudes ; troubles du voisinage ; etc.
- troisième chambre (correctionnelle) : dossiers ayant fait l'objet d'une instruction judiciaire.
- quatrième chambre (correctionnelle) : dossiers pénaux de droit commun (citations directes et convocations par OPJ).
- cinquième chambre (civile) : affaires familiales (enfants naturels, divorces, pensions alimentaires, etc).

Les services du juge de l'expropriation, du juge de la liberté et de la détention, de la commission d'indemnisation des victimes d'infraction, du Tribunal des affaires de sécurité sociale, du juge de l'exécution (des procédures civiles), du juge de l'application des peines, sont « hors chambres ».